# Veuve dominicaine
Vidua macroura
Pour les articles homonymes, voir Veuve.
Espèce
Statut de conservation UICN

 LC  : Préoccupation mineure
Statut CITES
La Veuve dominicaine (Vidua macroura) est une espèce d'oiseaux de la famille des Viduidae selon la classification de référence du Congrès ornithologique international.
Elle est considérée comme de préoccupation mineure en termes de conservation par l'UICN (10/2021).

## Description
Espèce surtout célèbre pour la forme nuptiale du mâle, qui lui vaut son nom commun. En effet, celui-ci porte un plumage noir brillant sur la tête, des joues blanches, et surtout de très longues rectrices foncées en forme de rubans (jusqu’à 20 cm).
L'espèce est relativement petite : 10–15 cm de long pour le corps et une vingtaine de grammes tout au plus. En période inter nuptiale, les mâles et femelles sont assez semblables, avec un coloris général brun à marron, une tête barrée de rayures foncées, un bec rosé à rouge écarlate et un dessous clair. Les femelles en période nuptiale ont le bec qui devient plus sombre. Les juvéniles sont d’un brun pâle assez uni sur le dessus, de couleur chamois sur le dessous et ont le bec sombre.

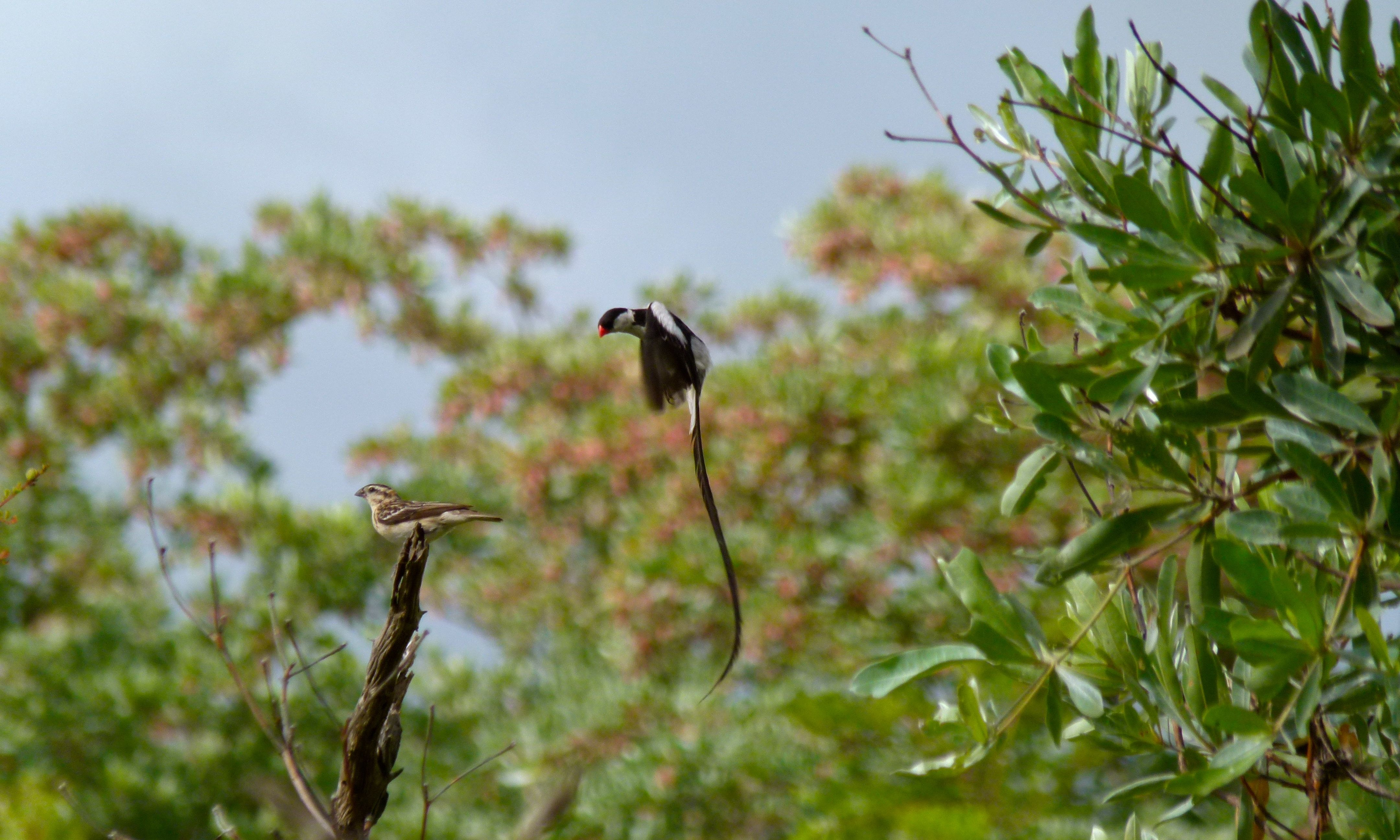
Couple (parc national Kruger, Afrique du Sud)
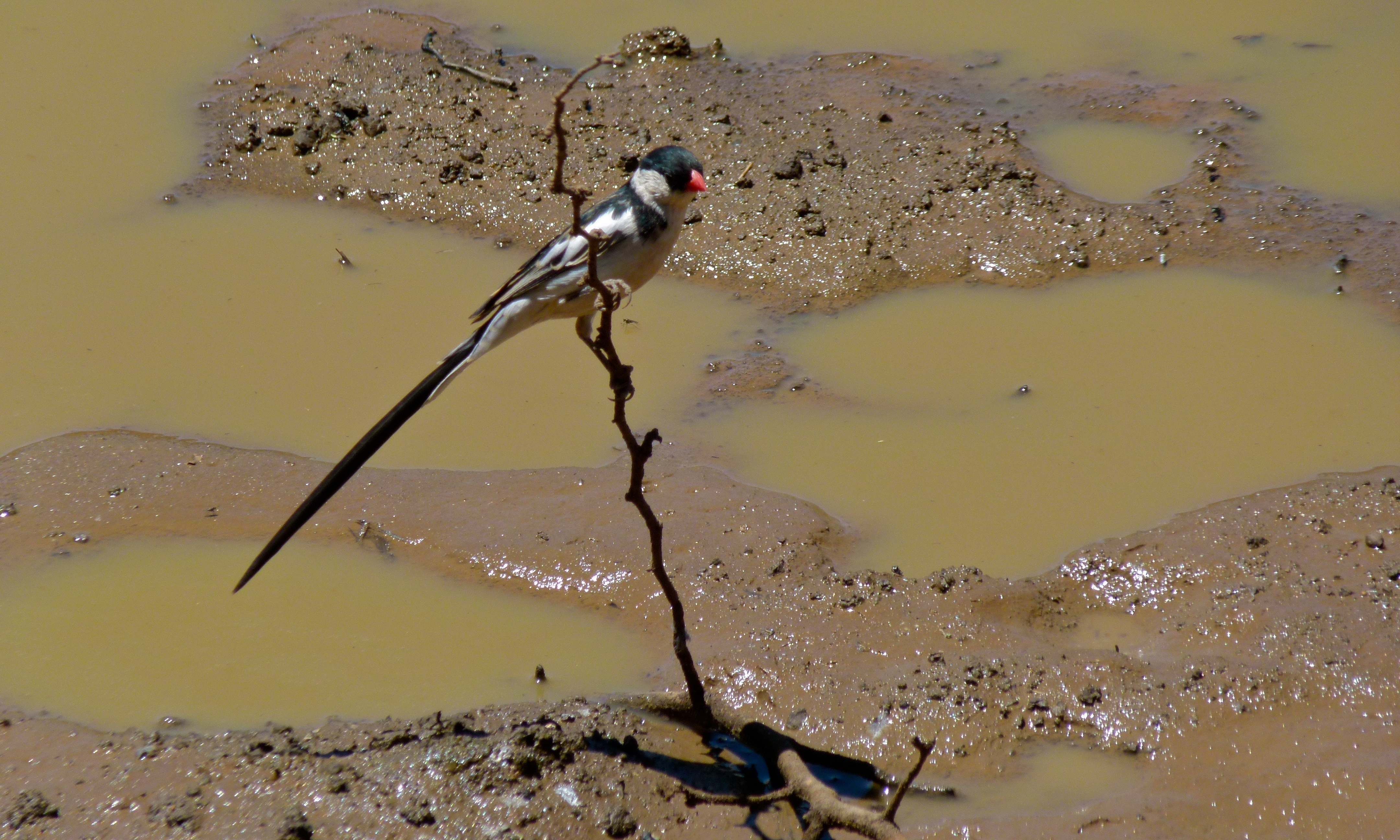
Mâle
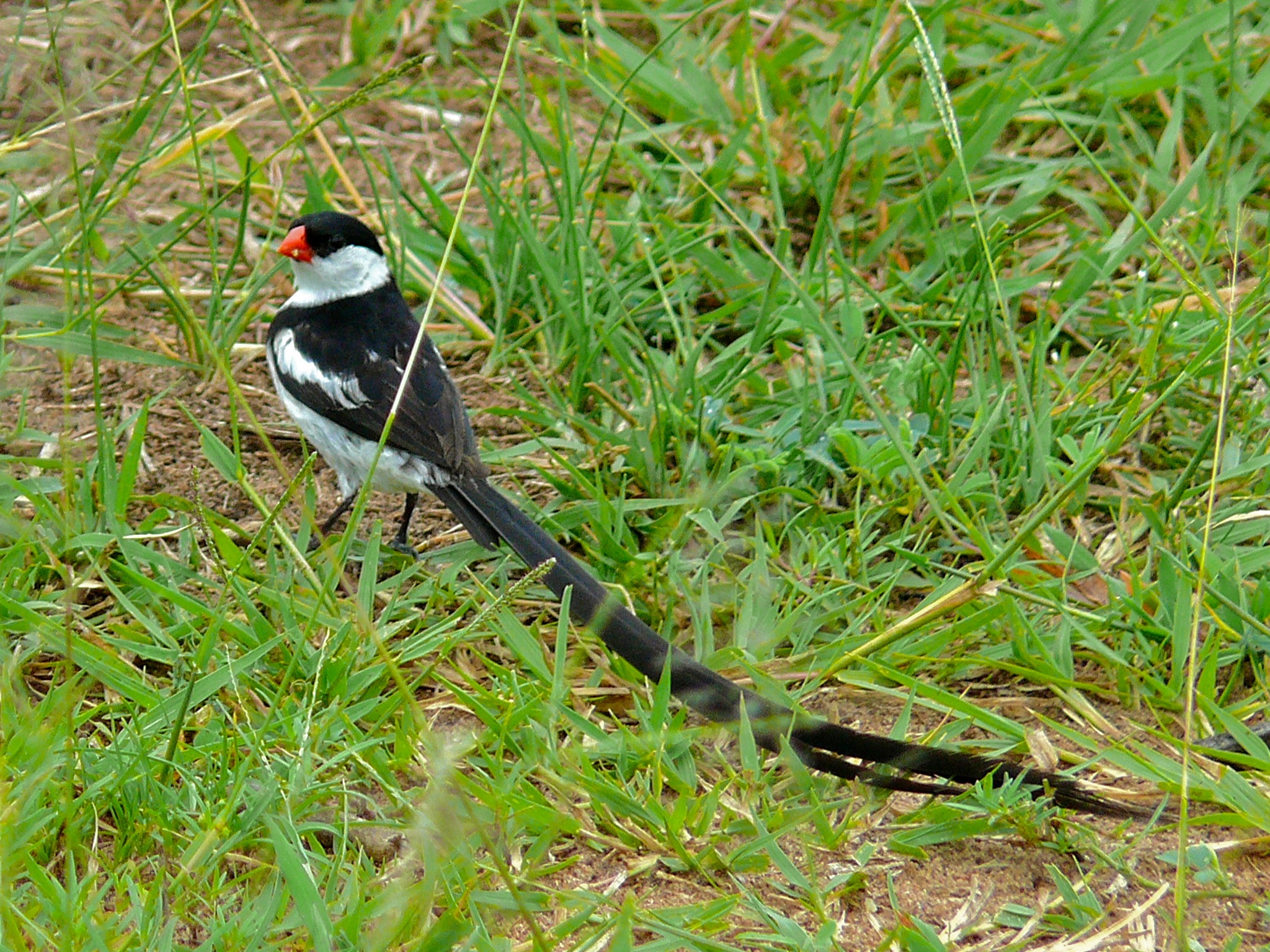
Mâle en plumage nuptial

## Répartition et habitat
La Veuve dominicaine peuple l'Afrique au sud du Sahara mais elle est surtout fréquente en Afrique orientale. Elle a été introduite et est désormais établie dans plusieurs autres endroits du monde, dont divers endroits du sud des États-Unis et au Portugal.
C’est la plus répandue des veuves. On la trouve dans une grande variété de paysages : zones boisées ouvertes, savanes, arbustes, broussailles, régions cultivées mais également jardins. Vers Grand-Béréby, dans le Sud de la Côte d'Ivoire, on l’observe assez souvent en saison des pluies, perchée sur des fils électriques.

## Reproduction

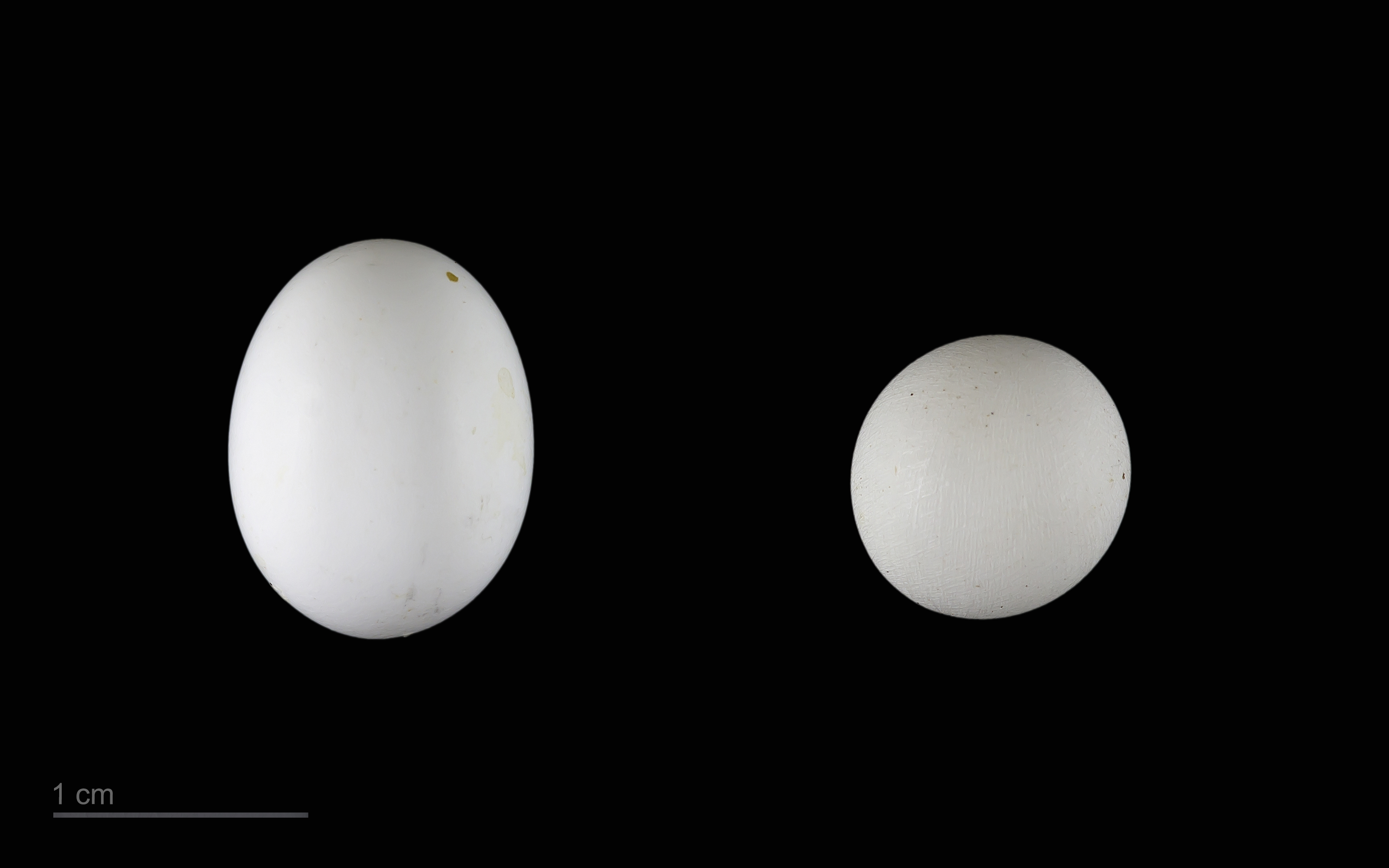
Œuf de Vidua macroura dans une couvée de Lonchura cucullata - Muséum de Toulouse

La Veuve dominicaine parasite l'Astrild ondulé (Estrilda astrild), l'Astrild cendré (Estrilda troglodytes), l'Astrild à joues orange (Estrilda melpoda), l'Astrild à croupion rose (Estrilda rhodopyga) et parfois le Bengali zébré (Amandava subflava), notamment en Afrique du Sud, où les Astrilds (genre Estrilda) sont moins répandus. C'est-à-dire qu'elle pond ses œufs à l'intérieur du nid d'une autre espèce, dans l'objectif que celle-ci s'occupe de l'effort parental de couvaison puis de soins parentaux, à sa place.

## Longévité
Cet oiseau peut vivre jusqu'à 7 ans.